# Франсіско Гомес
Франсіско Гомес (пом. 1854) — тимчасовий президент Гондурасу в лютому 1852 року.